# Ристикиви, Карл
Карл Ристикиви (эст. Karl Ristikivi; 16 октября 1912, Пярнумаа — 19 июля 1977, Сольна (ныне часть Стокгольма, Швеция) — эстонский поэт, прозаик и литературовед, классик эстонской литературы, один из основателей эстонского импрессионизма.

## Биография
Сын незамужней служанки. Крещён в русской апостольской православной церкви, прихожанкой которой была его мать.
При поддержке богатого родственника получил среднее специальное образование в Таллинском коммерческом училище. В 1942 окончил Тартуский университет.
В 1943 году, во время немецкой оккупации, Ристикиви был призван в армию и вынужден был служить писарем. В 1943 году, не выдержав, бежал на лодке в Финляндию, в 1944 — переехал на жительство в Швецию, где и прожил до конца жизни. В Швеции К. Ристикиви стал европейским писателем, пишущим на эстонском языке.

## Творчество
Во время учёбы в университете написал «таллинскую трилогию», в которую вошли романы «Огонь и железо» (1938), «В чужом доме» (1940), «Плодовый сад» (1942) о жизни современного эстонского общества.
В Швеции К. Ристикиви создал три историософских трилогии: «Горящий флаг», «Последний город» (1962) и «Всадники смерти» (об эпохе крестовых походов), «Покрывало невесты (Фата)», «Песнь радости» и «Ученик колдуна» (на средневековые темы) и «Благородные сердца», «Зубы дракона» и «Двойная игра», действие которых происходит сразу в нескольких временных пластах, от Флоренции эпохи Савонаролы до современной Каталонии.
Лирика К. Ристикиви (сборник «Путь человека», 1972) наполнена импрессионистическим богатством оттенков.
В 1964 опубликован его иронический роман-антиутопия «Сказочный остров», в 1976 — исторический роман «Римский дневник», в 1968 — сборник новелл «Ворота Сиктун», в 1980 — сборник короткой прозы «Христос со стеклянными глазами».
Последний роман Ристикиви «Римский дневник Каспара фон Шмерцбурга».
Его интеллектуальная проза далека от злободневности и от ностальгии и не отмечена т. н. национальной самобытностью.
Карл Ристикиви — один из первых эстонских писателей, которые создали всестороннюю панораму урбанизации страны. Находясь в эмиграции в Швеции, написал первую сюрреалистическую новеллу на эстонском языке, сильное влияние на которую имела философия экзистенциализма. Он сочинил впечатляющий цикл из 17 новелл и нескольких других книг полифонического единства, с временным масштабом, охватывающим историю Европы на протяжении более двух тысячелетий. Его разработки и использование сложной системы мифов и символов можно сравнить с подходом школы семиотической литературы. Гуманизм, христианство и традиционная этика являются главным наследием его творчества.
Вошёл в составленный в 1999 году по результатам письменного и онлайн-голосования список 100 великих деятелей Эстонии XX века.

## Избранные произведения
- Tuli ja raud (1938)
- Õige mehe koda (1940)
- Rohtaed (1942)
- Kõik mis kunagi oli (1946)
- Ei juhtunud midagi (Nothing Happened, 1947)
- Hingede öö (1953)
- Põlev lipp (1961)
- Viimne linn (1962)
- Surma ratsanikud (1963)
- Imede saar (1964)
- Mõrsjalinik (1965)
- Rõõmulaul (1966)
- Nõiduse õpilane (1967)
- Õilsad südamed (1970)
- Lohe hambad (1970)
- Kahekordne mäng (1972)
- Rooma päevik (1976)